# H.C. Sneedorffs Allé
H.C. Sneedorffs Allé er en allé på Nyholm i København, opkaldt efter Hans Christian Sneedorff (1759–1824), der var leder af Søkadetakademiet.

## Søofficerskolen
Ved alléen ligger i dag Søofficerskolen, som blev opført i slutningen af 1930’erne. Skolen er tegnet af arkitekterne Jens Klok (1889–1974) og Holger Verner Sørensen (1913–1981). Vejen blev officielt navngivet i 1996.